# Pierre-Olivier Gourinchas
Pour les articles homonymes, voir Gourinchas.
 (août 2017).
Si vous disposez d'ouvrages ou d'articles de référence ou si vous connaissez des sites web de qualité traitant du thème abordé ici, merci de compléter l'article en donnant les références utiles à sa vérifiabilité et en les liant à la section « Notes et références ».
Pierre-Olivier Gourinchas (né le 30 mars 1968) est un économiste français. Ses travaux se concentrent sur la macroéconomie et la finance internationale[réf. nécessaire]. Il est professeur à l'université de Californie à Berkeley. 
Le 11 janvier 2022, il est nommé au poste de chef économiste du  Fonds monétaire international (FMI) en remplacement de l'Indienne Gita Gopinath dont il avait supervisé la thèse de doctorat lorsqu'elle était son étudiante à Princeton. Il s'oppose aux politiques visant à freiner les délocalisations, estimant qu'elles « pourraient exposer davantage les économies aux ruptures d’approvisionnement et non pas moins ».

## Biographie

### Études et formation
Après s'être classé 5e au concours d'entrée (option P'), Pierre-Olivier Gourinchas intègre l'École polytechnique en 1987 et en obtient le diplôme d'ingénieur en 1990. Il est ensuite diplômé de l'Ecole des Ponts et Chaussées (1990-1993) et obtient un DEA à l'EHESS en 1991. Il reçoit un Ph.D. en sciences économiques du MIT en 1996. Sa thèse de doctorat, "Essays on exchange rates and consumption", est réalisée sous la direction d'Olivier Blanchard et Rudiger Dornbusch.

### Carrière académique
Après avoir enseigné à l'université Stanford (1996 à 1998) et à l'université de Princeton (1998 à 2003) en tant que professeur assistant, Pierre-Olivier Gourinchas poursuit sa carrière à l'université de Californie à Berkeley. Il devient professeur associé en 2008[réf. souhaitée] puis titulaire du « S.K. and Angela Chan Chair in Global Management », en 2014 à la Haas School of Business[réf. souhaitée].
Il travaille également pour le FMI depuis 2009[réf. nécessaire] et a été membre du Conseil d'analyse économique (CAE) entre 2012 et 2013.
Lors de l'élection présidentielle de 2017, il apporte son soutien à Emmanuel Macron.
Le 11 janvier 2022, il est nommé au poste de chef économiste du FMI en remplacement de Gita Gopinath. Il s'oppose aux politiques visant à freiner les délocalisations, estimant qu'elles « pourraient exposer davantage les économies aux ruptures d’approvisionnement et non pas moins ».

## Récompenses
- Prix du meilleur jeune économiste de France[11] (2008)